# Maltézské náměstí
Maltézské náměstí se nachází v Praze na Malé Straně. Historické náměstí s řadou památek má jméno dle Maltézského řádu, který od 12. století sídlí v severovýchodní části dnešního půdorysně nepravidelného náměstí.

## Historie
Maltézské náměstí se nachází mimo nejstarší fáze ohrazeného podhradí i prvních městských hradeb. Na jižní straně, při cestě z oblasti Smíchova, se nacházela ves Nebovidy, na severu od 12. století pevnost maltézských rytířů při kostele Panny Marie pod řetězem, která kontrolovala přístup na Juditin most. Součástí města se prostor náměstí stal za Karla IV., kdy byla plocha Malé Strany zvětšena výstavbou Hladové zdi. Různé části nepravidelného náměstí byly pod jednotný název sjednoceny roku 1870.

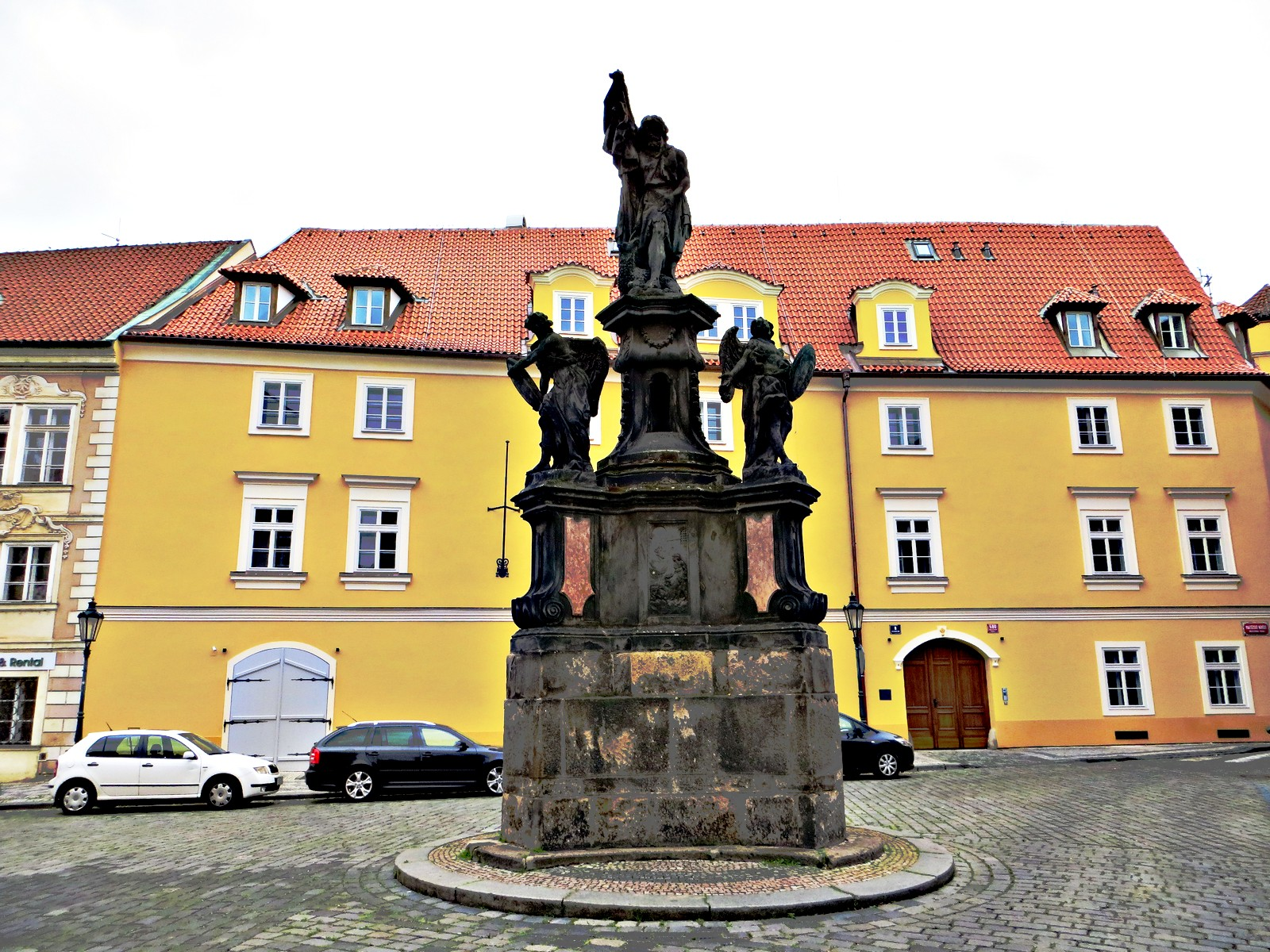
Sousoší sv. Jana Křtitele.

## Budovy a objekty
- komenda řádu Maltézských rytířů
- kostel Panny Marie pod řetězem
- Velkopřevorský palác
- Dům U Malířů, také U Zlatého kohouta nebo U bílého kohouta čp. 291/III, Maltézské náměstí 11; vinárna U Malířů nebo U Mázlů
- Dům U Zeleného kříže čp. 292/III, Maltézské nám. 10, od rokui 1815 s jídelnou a výčepem piva
- Dům U bílého pelikána čp. 293/III
- dům U Zlatého jednorožce – bývalý renomovaný hotel, kde krátce bydlel slavný hudební skladatel Ludwig van Beethoven
- dům U Staré pošty – pošta zřízená za Rudolfa II., 1622-1723 hlavní pražská pošta
- palác Straků z Nedabylic
- palác Turbů
- Nostický palác
- Nosticova zahrada
- sousoší svatého Jana Křtitele s anděly a tři reliéfy zázraků – od Ferdinanda Maxmiliána Brokoffa
- lavička Václava Havla – podle návrhu Bořka Šípka, sestává ze stolku kolem kmene stromu a dvou židlí, symbolizuje dialog[1]

## Instituce

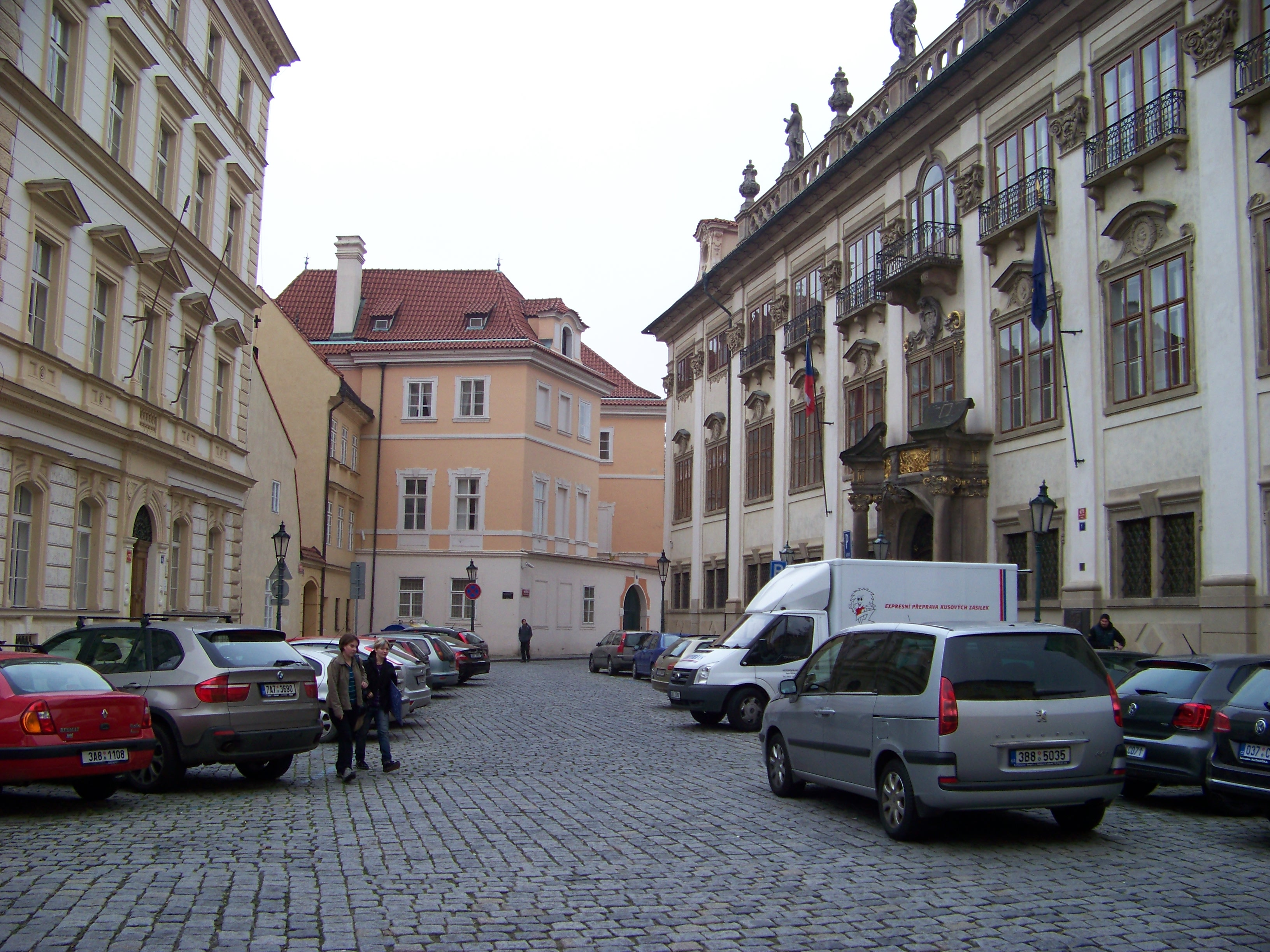
Jižní část před Nostickým palácem (pohled k východu).

- Ministerstvo kultury České republiky – v Nostickém paláci
- Dánské velvyslanectví
- Japonské velvyslanectví – v paláci Turbů
- Konzervatoř Jana Deyla – konzervatoř pro zrakově postižené, v paláci Straků z Nedabylic

## Sousední ulice a náměstí
- Lázeňská
- Velkopřevorské náměstí
- Nosticova
- Nebovidská
- Harantova
- Prokopská